# Nchelenge
Nchelenge est une ville zambienne située dans la province de Luapula. Sa population s'élève à 147 927 habitants en 2010.

## Source
- (en) Cet article est partiellement ou en totalité issu de l’article de Wikipédia en anglais intitulé « Nchelenge » (voir la liste des auteurs).